# 揖斐川町立谷汲小学校
揖斐川町立谷汲小学校（いびがわちょうりつ たにぐみしょうがっこう）は、岐阜県揖斐郡揖斐川町にある公立小学校。

## 通学区域
- 通学区域は谷汲深坂、谷汲大洞、谷汲名礼、谷汲徳積、谷汲神原、谷汲有鳥、谷汲木曽屋、谷汲高科、谷汲岐礼、谷汲長瀬であり、公立中学校の進学先は揖斐川町立谷汲中学校である[1]。

## 沿革
現在の谷汲小学校は2007年に谷汲小学校と長瀬小学校を統合し、新たに開校した小学校である。ここでは2007年に廃校となった谷汲小学校を谷汲小学校〈旧〉として記述する。谷汲小学校〈旧〉は揖斐川町谷汲深坂2760に存在し、廃校後校舎は改修され、岐阜県立揖斐特別支援学校に転用された。
- 1873年（明治6年） - 三要義校（名礼村・谷汲村・結城村）、成績義校（深坂村）、咸寧義校（大洞村）が開校する。
- 1878年（明治11年） - 三要義校は三要学校、成績義校は成績学校、咸寧義校は咸寧学校に、それぞれ改称する。
- 1886年（明治19年） - 三要学校、成績学校、咸寧学校が合併し、坂内尋常小学校に改称する。
- 1897年（明治30年） - 
  - 名礼村、徳積村、大洞村、深坂村が合併し、谷汲村が発足。
  - 谷汲尋常小学校に改称する。
- 1909年（明治42年） - 裁縫補習学校を附設。
- 1910年（明治43年） - 谷汲尋常高等小学校に改称する。
- 1935年（昭和10年） - 農業青年学校を附設。
- 1941年（昭和16年）4月1日 - 谷汲国民学校に改称する。
- 1947年（昭和22年）4月1日 - 谷汲村立谷汲小学校に改称。
- 2003年（平成15年）4月 - 横蔵小学校を統合する。
- 2005年（平成17年）1月31日 - 揖斐川町、谷汲村、春日村、久瀬村、藤橋村、坂内村と合併し揖斐川町となる。同時に揖斐川町立谷汲小学校に改称する。
- 2007年（平成19年）
  - 3月 - 長瀬小学校と統合。谷汲小学校新設により廃校。
  - 4月1日 - 現在地に校舎が完成。揖斐川町立谷汲小学校として新たに開校。

## 交通アクセス
岐阜県道40号山東本巣線の沿線南側にある。